# Elisabeth Déglise
Elisabeth Déglise, née le 20 novembre 1931 à Fribourg et morte le 11 avril 1999 à Villarsel-sur-Marly, est une femme politique suisse, membre du Parti démocrate chrétien (Suisse).

## Biographie
De 1951 à 1956, elle est secrétaire médicale. En 1994 elle devient Juge suppléante du Tribunal d'arrondissement du District de la Sarine.
En 1964,elle crée le Service d'aide familiale de Sarine-Campagne et du Haut-Lac et préside la Fédération fribourgeoise des services d'aide familiale de 1978 à 1993.

## Parcours politique
Elle est députée au Grand Conseil du canton de Fribourg de 1971 à 1987, puis conseillère nationale de 1987 à 1991 et syndic de Villarsel-sur-Marly de 1992 à 1996.
Elisabeth Déglise est la première femme à présider le Grand Conseil du canton de Fribourg à 1986. Elle y fait de nombreuses interventions dans le domaine social et de l'aide aux familles.